# Jacob Breda Bull
Jacob Breda Bull, född den 28 mars 1853, död den 7 januari 1930, var en norsk författare, prästson från Rendalen i Nordre Österdalen, far till Olaf Bull. 
Bull blev 1876 teologie kandidat. Efter att först ha övat lärarverksamhet, övergick han till journalistiken och grundlade 1878 dagstidningen Dagen (senare kallad Nationaltidende). Efter att ha lämnat denna tidnings redaktion, övertog han den illustrerade veckotidningen Folkebladet, vars spridning han i hög grad ökade, särskilt genom publicerandet av Arnulf Øverlands illustrerade norska historia. 
Efter att ha utgivit Morgendæmring, en samling på vers och prosa av skilda författare, inträdde Bull 1889 på författarbanan med skådespelet Uden ansvar, som året efter följdes av lustspelet Alvorsmænd. Därpå offentliggjorde han en hel mängd folklivsskildringar från Österdalen, genom vilka han försäkrat sig om ett namn i litteraturen: Skisser (1891), Eventyr og historier (1892), Fra skog og fjeld (1894), Mellem fjeldene (1895) och Folk fra Dalen (1897). Dessa bilder från livet i Österdalen utmärks av en klangfull stil, djup sympati och en slående sanning, som ger dem ett högt kulturhistoriskt värde. 
Från hembygdsskildringarna vände sig Bull till den nationellt historiska dikten och utgav den stort anlagda diktcykeln Af Norges frihedssaga (I, 1897) och en serie historiska romaner: Bondeoprøret, Dyveke i Norge, Dyveke i Danmark, Kong Kristjern Tyran, Fra fru Ingers tid och Jomfruerne paa Østraat, samtliga utkomna 1900-1904. Till denna del av hans alstring hör även det stora, präktigt utstyrda folkskådespelet Tordenskjold (1901). Bland hans senare arbeten finns även två samlingar Ungdomsfortællinger (1896 och 1903) samt släkthistorien Fonnaasfolket (1902; Fonnåsfolket).

## Böcker på svenska
- Fonnåsfolket: berättelse (Fonnaasfolket) (okänd översättare, Bonnier, 1902)
- En ljus hämnd (anonym översättning, Schildt, 1920)
- Jutulskaret (Jutulskaret) (översättning Aslög Davidson och Elsa Thulin, Geber, 1937)
- Hans Nielsen Hauge (Hans Nielsen Hauge) (översättning Martha Sand, 1970)